# جریان ساحلی

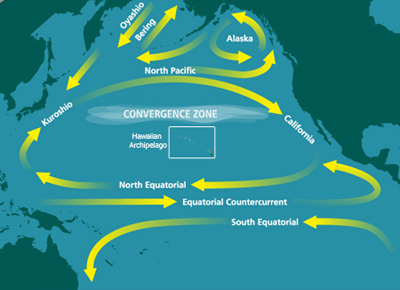
جریان‌های اقیانوسی اصلی در گردابه شمالی اقیانوس آرام. جریان کوروشیو یک جریان ساحلی غربی و جریان کالیفرنیا یک جریان ساحلی غربی در این گردابه است

جریان‌های ساحلی جریان‌های اقیانوسی هستند که بر اثر وجود خط ساحل به وجود می‌آیند و به دو دستهٔ جریان‌های ساحلی شرقی و جریان‌های ساحلی غربی تقسیم می‌شوند.

## جریان‌های ساحلی شرقی
جریان‌های ساحلی شرقی عموماً جریان‌هایی کم ژرفا، پهن و کم سرعت هستند. این جریان‌ها در سمت شرقی حوضه‌های اقیانوسی (غرب خشکی‌ها) قرار گرفته‌اند. این جریان‌ها استوا-سو هستند و آب سرد از عرض‌های بالاتر را به عرض‌های پایین تر می‌آورند. نمونه‌های این نوع جریان:
- جریان بنگوئلا
- جریان قناری
- جریان پرو
- جریان کالیفرنیا

بالا آمدن آب اعماق دریا در کنار سواحل که با خود آب‌های غنی و مغذی را می‌آورند، در جریان‌های ساحلی شرقی روی می‌دهد و باعث فراوانی آبزیان در  آن مناطق می‌شود.

## جریان‌های ساحلی غربی
جریان‌های ساحلی غربی بیش‌تر جریان‌هایی گرم، عمیق، باریک و پرسرعت هستند. این جریان‌ها در سمت غربی حوضه‌های اقیانوسی (شرق خشکی‌ها) قرار گرفته‌اند. این جریان‌ها قطب-سو هستند و آب سرد از عرض‌های پایین تر را به عرض‌های بالاتر  می‌برند. نمونه‌های این نوع جریان:
- گلف استریم
- جریان اگالس
- جریان کوروشیو